# Elsie Clews Parsons

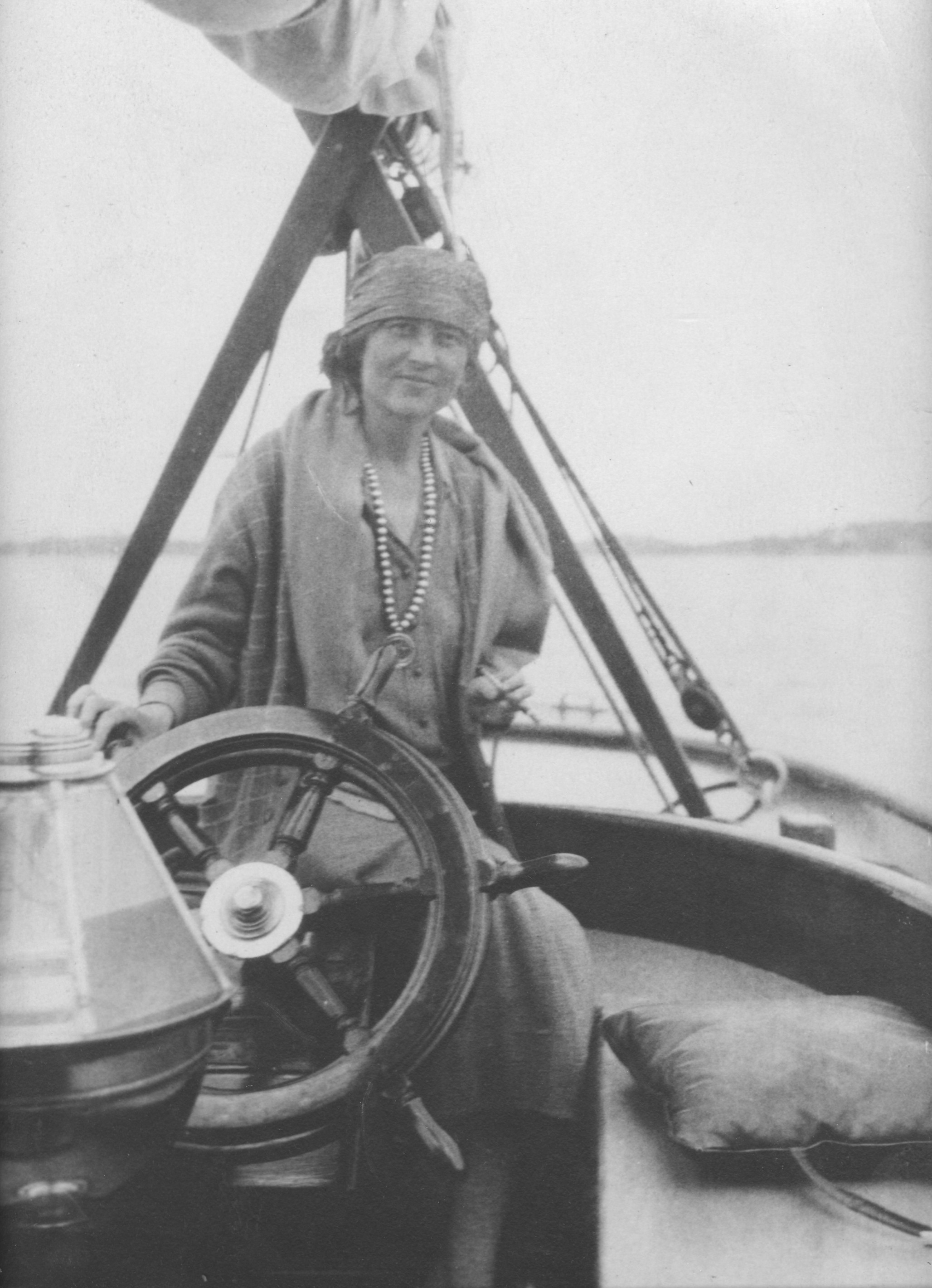
Elsie Clews Parsons

Elsie Clews Parsons (* 27. November 1875 in New York City; † 19. Dezember 1941 in New York City) war eine US-amerikanische Soziologin und Anthropologin.

## Leben
Elsie Worthington Clews Parsons war die Tochter des Bankers Henry Clews und seiner Ehefrau Lucy Madison Worthington. 1900 heirateten Elsie Clews und Herbert Parsons († 1925), der von 1905 bis 1911 republikanischer Abgeordneter des Kongresses war. Das Ehepaar hatte sechs Kinder.
Sie studierte am Barnard College und erwarb 1896 den B.A. und 1897 den M.A. Am Barnard College lehrte Elsie Clews Parsons von 1899 bis 1905. An der Columbia University promovierte sie 1899 in Soziologie zum Ph.D. An dieser Universität waren Franklin Giddings und Nicholas Murray Butler ihre Lehrer. Seit 1910 arbeitete sie als Anthropologin. Gemeinsam mit Alexander Alexandrovich Goldenweiser richtete Elsie Clews Parsons das Fach Anthropologie an der New School for Social Research ein, die 1919 gegründet wurde.
Elsie Clews Parsons forschte über die Pueblo und Hopi in Arizona, New Mexico und Mexiko. Ihr Denken und Forschen war beeinflusst von Gabriel Tarde, Franz Boas und Alfred Kroeber.

## Ämter
- Mitherausgeberin The Journal of American Folklore (1918–1941)
- Präsidentin der American Folklore Society (1919–1920)
- Präsidentin der American Ethnological Society (1923–1925)
- Vizepräsidentin der New York Academy of Sciences (1936)
- Präsidentin der American Anthropological Association (1941).

## Veröffentlichungen
Autorin
- Social Freedom. Putnam, New York u. London 1905.
- The Family. An Ethnographical and Historical Outline. Putnam, New York u. London 1906.
- The Old-Fashioned Woman, Ayer, 1913.
- Religious Chastity, 1913.
- Fear and Conventionality, 1914.
- Social Freedom, Putnam, New York, 1915.
- Social Rule, Putnam, New York, 1916.
- Isleta, New Mexico, Bureau of American Ethnology, 47th Annual Report, 1932.
- Taos Pueblo. Banta, Menasha 1936.
- Mitla, Town of the Souls, University of Chicago Publications in Anthropology, Chicago, 1936.
- Pueblo Indian Religion, 2 Bände, 1939.
- Notes on the Caddo. American Anthropological Association, Nr. 57, Menasha, 1941.
- Isleta Paintings. Esther Schiff Goldfrank (Hrsg.), Washington, D.C.: Smithsonian Institution, 1962.
- Journal of a Feminist, Thoemmes Press, 1994.

Herausgeberin
- American Indian Life. Huebsch. o. O. 1922. Digitalisat
- Tewa Tales. New York 1926.
- Hopi Indian Journal of Alexander M. Stephen, Columbia University Contributions to Anthropology, Band 23, 2 Bände, Columbia University Press, New York, 1936[1]